# Zilversteeg
De Zilversteeg is een straat in de Belgische stad Brugge.

## Beschrijving
Nadat in 1975-77 het handels- en woningcomplex Zilverpand was tot stand gekomen, werd door een ontwikkelaar een eigendom aangekocht in de Zuidzandstraat, waar een brandstraatje toe behoorde dat een verbinding kon maken met het Zilverpand en nog supplementair enkele winkels mogelijk maakte. Aan de smalle doorgang werd de naam Zilversteeg gegeven.